# Pontificia facoltà teologica dell'Italia meridionale
La Pontificia facoltà teologica dell'Italia meridionale (PFTIM) è un'istituzione universitaria ecclesiastica, destinata al conferimento di gradi accademici a laici e chierici. Ha le sue sedi a Napoli.

## Storia
La Facoltà è stata istituita nel 1969, in conformità alle direttive del Concilio Vaticano II e alle norme emanate dalla Congregazione per l'Educazione Cattolica circa la pianificazione delle Facoltà. Gli statuti vennero approvati nel 1986, mentre la personalità giuridica civile della Facoltà è stata sancita dal D.M. del 2 febbraio 1995 (cf G.U. s.g. n° 217, 16.09.95).
 Essa è nata dalla fusione di due preesistenti Facoltà napoletane: la Pontificia Facultas Theologica apud Majus Seminarium e la Pontificia Facultas Theologica Sancti Aloisii ad Pausilypum.

### Pontificia Facultas Theologica apud Majus Seminarium
La Facoltà Teologica nella città di Napoli è esistita presso l'Università degli Studi dalle origini di questa (1224) sino 1861. In quell'anno un regio decreto stabilì che i gradi accademici in Sacra Teologia venissero conferiti da un consiglio misto, composto da professori dell'Università degli Studi e da membri del Collegio dei Teologi, i quali avevano il potere di conferire i gradi nella città già dal XVIII secolo. La legge Imbriani (1861) soppresse le Facoltà teologiche all'interno delle Università italiane e così, su richiesta degli stessi, papa Pio IX concesse il potere di conferire i gradi accademici in Sacre Teologia iure proprio al Collegio dei Teologi (1874, con la bolla Inter gravissimas). In seguito Papa Pio XI, nel 1938, scrisse una lettera nella quale auspicava la ricostituzione della Facoltà in seno al seminario arcivescovile, che ebbe luogo nell'agosto dello stesso anno ad experimentum. Nel 1941 papa Pio XII diede riconoscimento definitivo alla Pontificia Facultas Theologica apud Majus Seminarium.

### Pontificia Facultas Theologica Sancti Aloisii ad Pausilypum
Tale Facoltà trae origini dal Collegio Massimo della Compagnia di Gesù in Napoli, fondato nel 1552. La Facoltà è stata sospesa nel 1767, quando la compagnia fu soppressa nel Regno delle due Sicilie, e ristabilita nel 1827. Nel 1898 fu posta la sua sede nel Collegio Massimo "San Luigi" a Posillipo. Nel 1937 vennero approvati gli statuti della Facoltà, redatti in conformità della Costituzione Apostolica Deus Scientiarum Dominus (1931), e venne riconosciuta come Pontificia Facultas Theologica Sancti Aloisii ad Pausilypum, annessa al Collegio Massimo "San Luigi" e retta, quanto agli studi, dalla Ratio Studiorum della Compagnia di Gesù.

## Organizzazione

### Sezioni[1]
La Pontificia facoltà teologica dell'Italia meridionale si articola in due sezioni, che ricalcano le due Facoltà su cui si è fondata tale istituzione:
- sezione "San Tommaso", che fa riferimento al clero dell'arcidiocesi di Napoli
- sezione "San Luigi", che fa riferimento alla Compagnia di Gesù

### Istituti aggregati e affiliati[5]
Nel tempo alle due sezioni costituenti la Facoltà, complete ciascuna dei tre cicli accademici previsti per il conseguimento del Baccalaureato, della Licenza e del Dottorato, si sono aggregati istituti che conferiscono i primi due gradi accademici, e affiliati altri che conferiscono il primo grado accademico. Inoltre sono collegati numerosi Istituti Superiori di Scienze Religiose che conferiscono il grado accademico di Magistero in Scienze Religiose o il Diploma in Scienze Religiose.
Istituto Superiore di Scienze Religiose "DONNAREGINA" - Napoli
Istituti aggregati:
- Istituto teologico calabro "San Pio X" - Catanzaro

 Istituti affiliati:
- Istituto teologico di Basilicata - Potenza
- Istituto teologico salernitano - Salerno
- Istituto teologico di Reggio Calabria "Pio XI" - Reggio Calabria
- Istituto teologico cosentino "Redemptoris Custos" - Cosenza

## Gran cancellieri
- Corrado Ursi (1969-1987)
- Michele Giordano (1987-2006)
- Crescenzio Sepe (2006-2020)
- Domenico Battaglia (dal 2020)

## Vice gran cancellieri
- Gianfranco Matarazzo S.J (2014-2020)
- Roberto Del Riccio S.J (dal 2020)

## Presidi
- Don Emilio Salvatore
- Don Francesco Asti